# Межрегиональный профсоюз «Рабочая ассоциация»
Межрегиональный профсоюз «Рабочая ассоциация» (МПРА) — российский межрегиональный межотраслевой профессиональный союз. До ноября 2013 года — Межрегиональный профсоюз работников автомобильной промышленности, объединявший работников предприятий автомобильной промышленности, а также смежных отраслей, в том числе станкостроения, химической и лакокрасочной промышленности, энергетики, металлообработки и других.

## История
МПРА был учреждён в июне 2006 года. Первоначально в его состав входили профсоюзные организации на заводах «Ford Motor Company» во Всеволожске (Ленинградская область), ЗАО «GM — АвтоВАЗ» и ОАО «АвтоВАЗ» в Тольятти (Самарская область). В дальнейшем ячейки профсоюза появились и на других предприятиях автомобилестроения — на «Nokian Tyres» (Всеволожск), «Рено — Автофрамос» (Москва), Таганрогском автомобильном заводе (Таганрог), «Центросвармаше» (Тверь) и ряде других. После внесения на четвертой и пятой конференциях МПРА в июле 2008 и марте 2010 года изменений в Устав в профсоюз получили возможность вступать работники предприятий смежных с автомобильной промышленностью отраслей. После этого в объединение вступили ряд новых профсоюзных организаций, в частности работников лакокрасочной компании «Тиккурила» в Санкт-Петербурге.
С момента своего создания МПРА входил в состав Всероссийской конфедерации труда (ВКТ). В марте 2010 года МПРА вступил в Конфедерацию труда России (КТР) в рамках процесса объединения ВКТ и КТР. С ноября 2007 года МПРА состоит в Международной федерации металлистов.
В ноябре 2013 года состоялся третий съезд МПРА, на котором были внесены поправки в Устав МПРА. Согласно решениям съезда, МПРА стал межрегиональным межотраслевым профсоюзом. На съезде было принято решение об изменении структуры МПРА, в соответствии с которыми упраздняются первичные профсоюзные организации на предприятиях и создаются территориальные организации. На съезде было изменено название профсоюза, который стал называться Межрегиональный профсоюз «Рабочая ассоциация», сохранив ранее использовавшуюся аббревиатуру МПРА.

## Попытка запрета деятельности (2018 год)
В январе 2018 года Санкт-Петербургский городской суд принял решение о ликвидации МПРА по иску прокуратуры. Формальным основанием для подачи иска стали тот факт, что МПРА получает иностранное финансирование (160 тысяч  рублей от международного объединения профсоюзов «Глобальный союз IndustriALL» (en:IndustriALL Global Union)). Прокуратура посчитала, что МПРА является структурным подразделением международного объединения профсоюзов «Глобальный союз IndustriALL». Другим основание для подачи иска стала политическая деятельность МПРА. Как политическую деятельность прокуратура расценила сбор МПРА подписей за изменение российского законодательства. Представитель МПРА заявил, что полученные от «Глобальный союз IndustriALL» деньги, это те средства, которые МПРА заплатила в «Глобальный союз IndustriALL» за обучения. Эти средства Союз вернул, так как не исполнил свои обязательства перед МПРА. Решение Санкт-Петербургского городского суда в законную силу не вступило.

## Деятельность
Профсоюзные организации, входящие в МПРА, были организаторами ряда забастовок, приостановок работы, «работы по правилам», а также применяли другие активные методы защиты трудовых прав на предприятиях. Наиболее известными были забастовки на заводе «Форд» в 2005, 2006 и 2007 годах, особенно 25-дневная забастовка в ноябре — декабре 2007 года. Итогом забастовок на «Форде» стало повышение заработной платы работников, улучшение их условий труда. С другой стороны, создание профсоюзных организаций МПРА на некоторых предприятиях, а также проведение ими активных акций в защиту трудовых прав приводило к давлению со стороны работодателей и силовых органов на профсоюзных активистов.
МПРА регулярно проводит семинары, на которых происходит обмен профсоюзным опытом, в том числе опытом ведения коллективных трудовых споров и забастовок. В частности, такие семинары проходили в Санкт-Петербурге, Калуге, Тутаеве (Ярославская область) и других городах. В семинарах принимают участие как активисты профсоюзных организаций МПРА, так и представители трудовых коллективов предприятий, где таких профсоюзов нет. Как отмечает ряд СМИ, после проведения семинаров в Калуге работники находящего в городе предприятия «Фольксваген Груп Рус», на котором действует профсоюз МПРА, осуществили «итальянскую забастовку» и приостановили работу на несколько дней летом 2009 года в связи с нарушением условий труда и провели предупредительную часовую забастовку летом 2010 года.

## Кампании
МПРА был инициатором нескольких публичных кампаний в области социально-трудовых прав. В частности, в августе 2007 года была начата кампания за повышение заработных плат работников автомобильной отрасли, получившая большой резонанс в СМИ. Под заявлением о начале кампании подписались лидеры пяти действовавших на тот момент профсоюзных ячеек МПРА — «Форд» и ООО «Нокиан Тайерс» (Всеволожск), ОАО «Автофрамос» (Москва), профсоюза «Единство» «АвтоВАЗа» и ЗАО «Джи-Эм Автоваз» (Тольятти). В январе 2009 года было объявлено о начале кампании за расширение прав профсоюзов и работников в условиях кризиса. МПРА предлагал Правительству России установить профсоюзный контроль за расходованием выделяемых в рамках «антикризисной программы» средств государственной поддержки автопроизводителей. Затем, в феврале того же года МПРА инициировал кампанию под лозунгом «Рабочие не должны платить за кризис». В ряде городов России прошли акции в защиту прав трудящихся в условиях финансового кризиса.
Ещё одна публичная кампания была объявлена МПРА в ноябре 2010 года в связи с инициативой российского миллиардера Михаила Прохорова о внесении поправок в Трудовой кодекс, среди которых — введение 60-часовой рабочей недели, перевод работников на гражданско-правовые договора, возможность увольнения работника по инициативе работодателя по экономическим причинам и другие. МПРА начал кампанию по внесению собственных изменений в Трудовой кодекс с целью защиты прав и интересов работников и профсоюзов. Обращение о начале кампании было принято на Совете МПРА, проходившем в Санкт-Петербурге 8 ноября 2010 года, и направлено в Конфедерацию труда России, Коммунистическую партию Российской Федерации и политическую партию «Справедливая Россия».

## Структура и органы управления
МПРА объединяет 16 первичных профсоюзных ячеек (на 2018 год), каждая из которых зарегистрирована как отдельное юридическое лицо. По этой причине запрет организации в 2018 году не мешает ее членам вновь собраться и образовать новую ассоциацию.
Высшим органом управления МПРА является конференция. На конференции избирается Совет МПРА, являющийся постоянно действующим руководящим органом профсоюза между конференциями. В соответствии с Уставом, принятым в декабре 2006 года, во главе профсоюза стояли два сопредседателя, которые также избирались на съезде. В соответствии с принятыми в марте 2010 года поправками в Устав, на съездах избираются председатель и вице-председатель МПРА. В 2006—2010 годах сопредседателями МПРА были Алексей Этманов и Петр Золотарев. В 2010 году Алексей Этманов был избран председателем МПРА, а Петр Золотарев — вице-председателем.